# اندیس کوه کله ریز
کوه کله ریز یک اندیس غیرفلزی است که در حوالی شهر ده بید استان فارس قرار دارد و مادهٔ معدنی موجود در آن، دولومیت است.  